# سومانو
سومانو (به ایتالیایی: Somano) یک کومونه در ایتالیا است که در استان کونیو واقع شده‌است.

## خصوصیات
سومانو ۱۱٫۸ کیلومترمربع مساحت و ۳۹۹ نفر جمعیت دارد و ۵۱۶ متر بالاتر از سطح دریا واقع شده‌است.